# Église Sainte-Marie-Madeleine de Bournel
Pour les articles homonymes, voir Église Sainte-Marie-Madeleine.
L'église Sainte-Marie-Madeleine est située à Bournel, dans le département de Lot-et-Garonne, en Nouvelle-Aquitaine, en France.

## Historique
La voie romaine reliant Périgueux à Agen passait sur la crête du coteau séparant Bournel de Montaut. Cette voie a été utilisée par les pèlerins se rendant à Saint-Jacques-de-Compostelle. Bournel a été une étape sur une des routes. Une église a été construite à la fin du XIe siècle, mais plus probablement au début du XIIe siècle, dédiée à sainte Marie-Madeleine, la patronne des pénitents.
Il subsiste de cette première église la travée du clocher voûtée d'une coupole sur pendentifs et le mur sud de la nef. L'abside a été démolie et remplacée par un chevet plat. Le clocher a été mis en défense, probablement pendant la guerre de Cent Ans.
Au XVe siècle ont été ajoutés le bas-côté nord, le couronnement de la tour romane du clocher. La charpente en bois de l'église date de cette construction.
À la fin du XVe, ou au début du XVIe siècle, la dernière travée du bas-côté nord est couverte d'une voûte d'ogives en étoile, avec liernes et tiercerons. Les deux sculptures se trouvant sur le portail sont probablement contemporaines ainsi que les baies du chœur.
Vers 1892, les baies de la nef et du bas-côté ont été modifiées pour mettre en place les vitraux. Des voûtes légères ont remplacé le plafond en bois.
Un décollement de l'angle nord-est du bas-côté a nécessité la construction d'un contrefort en 1912.
La façade a été restaurée en 1959 sans subir de modifications notables.
L'église Sainte-Marie-Madeleine a été inscrite au titre des monuments historiques le 7 juillet 1948.

## Description
L'église se compose d'une nef voûtée en berceau sauf la dernière travée qui est recouverte d'une coupole sur pendentifs et supporte le clocher. Elle précède un chœur rectangulaire.
Un bas-côté au nord, double la nef.
Le clocher a pour étage supérieur une galerie en bois à claire-voie sur trois faces surmontée d'une toiture à quatre versants aigus dont l'ensemble, fort original, rappelle les hourds de l'architecture militaire. Le mur ouest du clocher loge les cloches dans deux arcades.
De nombreuses sépultures ont été alignées sous le dallage de l'église. La dernière est datée de 1778. Elles ont été recouvertes par le dallage actuel.
Sur la portail on peut voir l'effigie de sainte Marie-Madeleine et le buste d'un pèlerin tenant un bâton de voyage avec sur son chapeau les coquilles.
La grosse cloche a été fondue au XVIIIe siècle (marraine, Marie du Rieu, parrain, Louis du Rieu). La petite cloche date de 1855, pendant le ministère de cinquante années de l'abbé Boyer (marraine Nelly de Larmandie, parrain, Louis de Larmendie).

## Mobilier et décor
Les vitraux des baies de la nef et du bas-côté ont été réalisés par Henri Feur vers 1896.

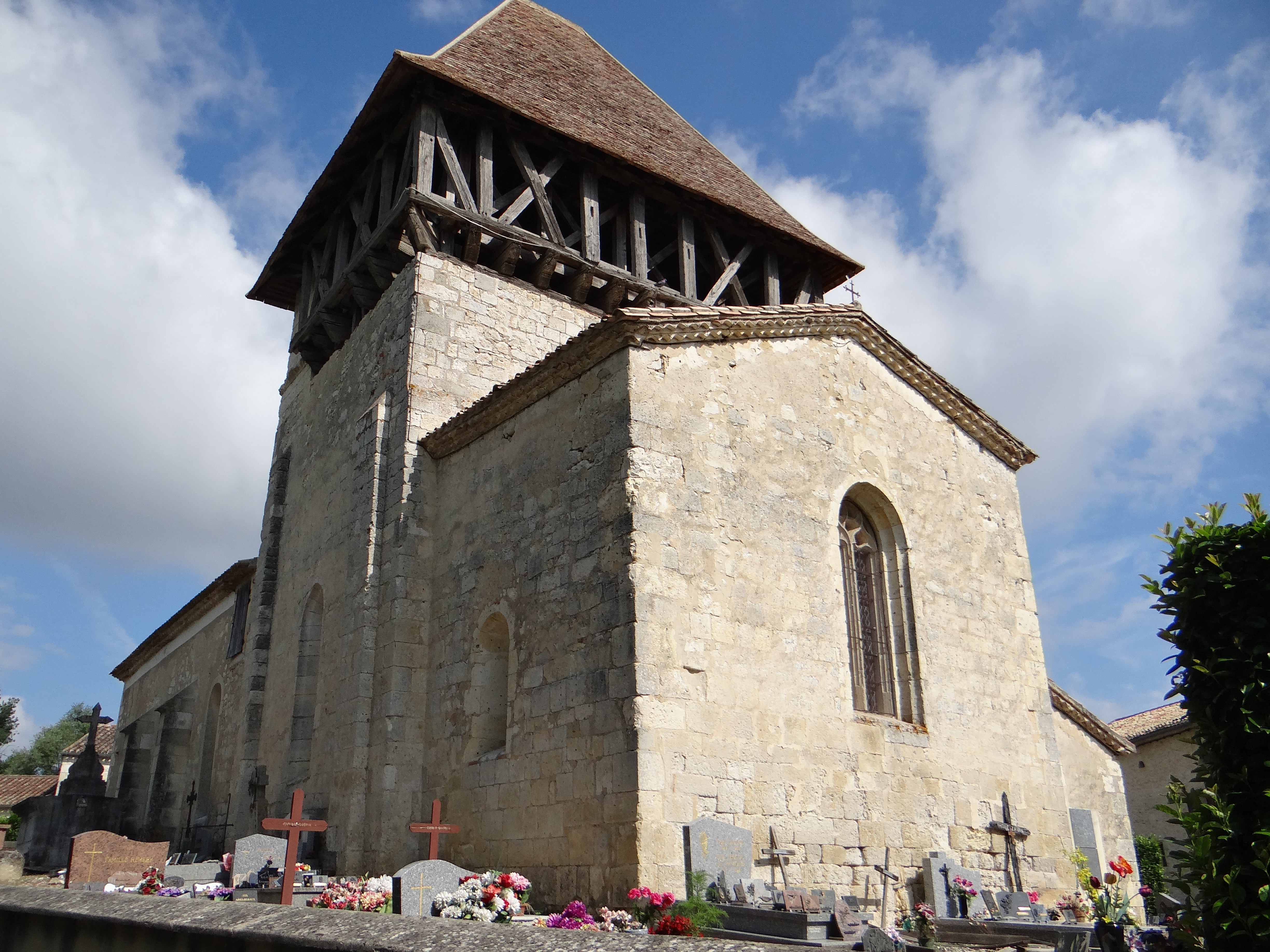
Le chevet et la galerie supérieure du clocher
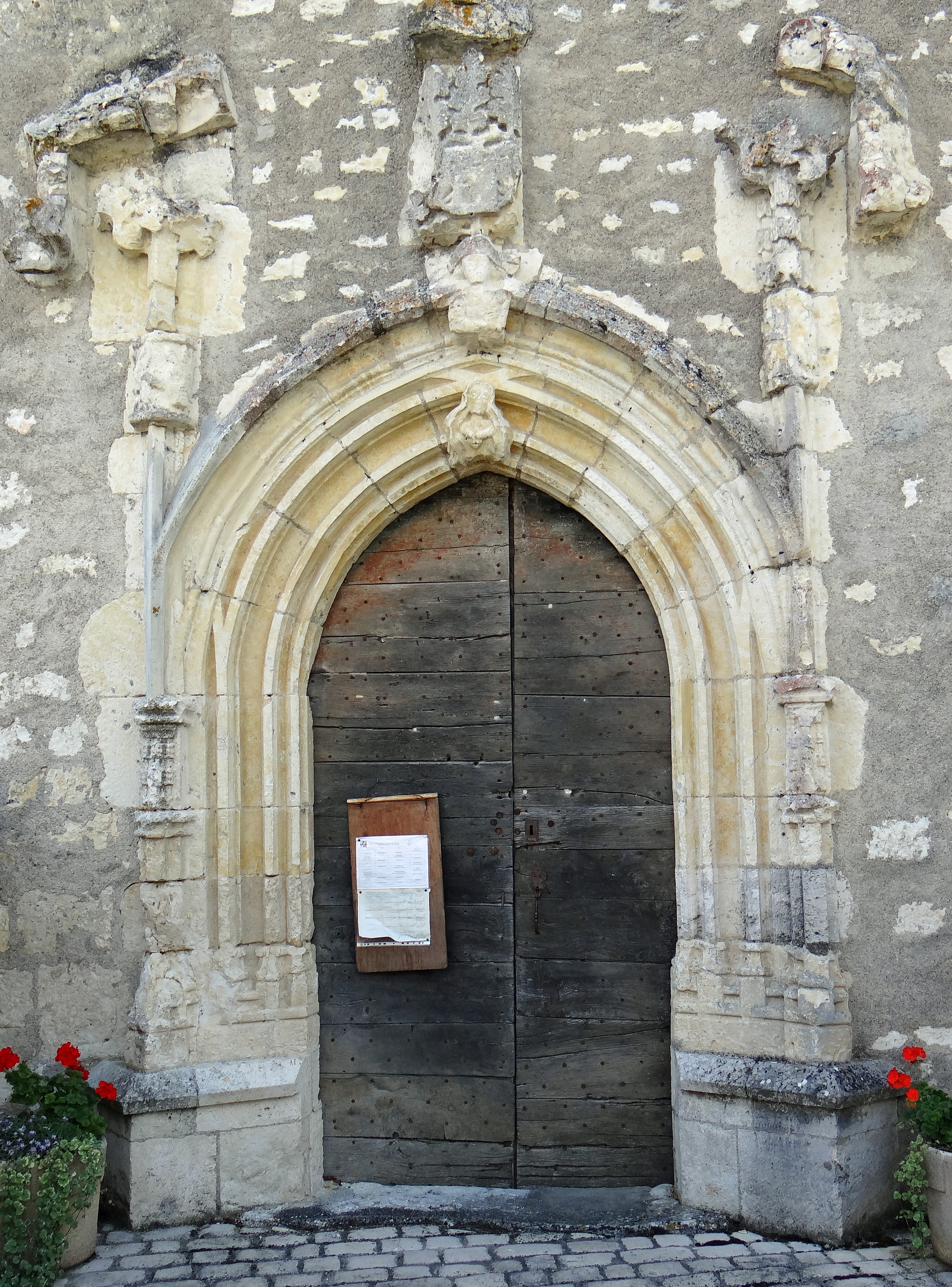
Le portail
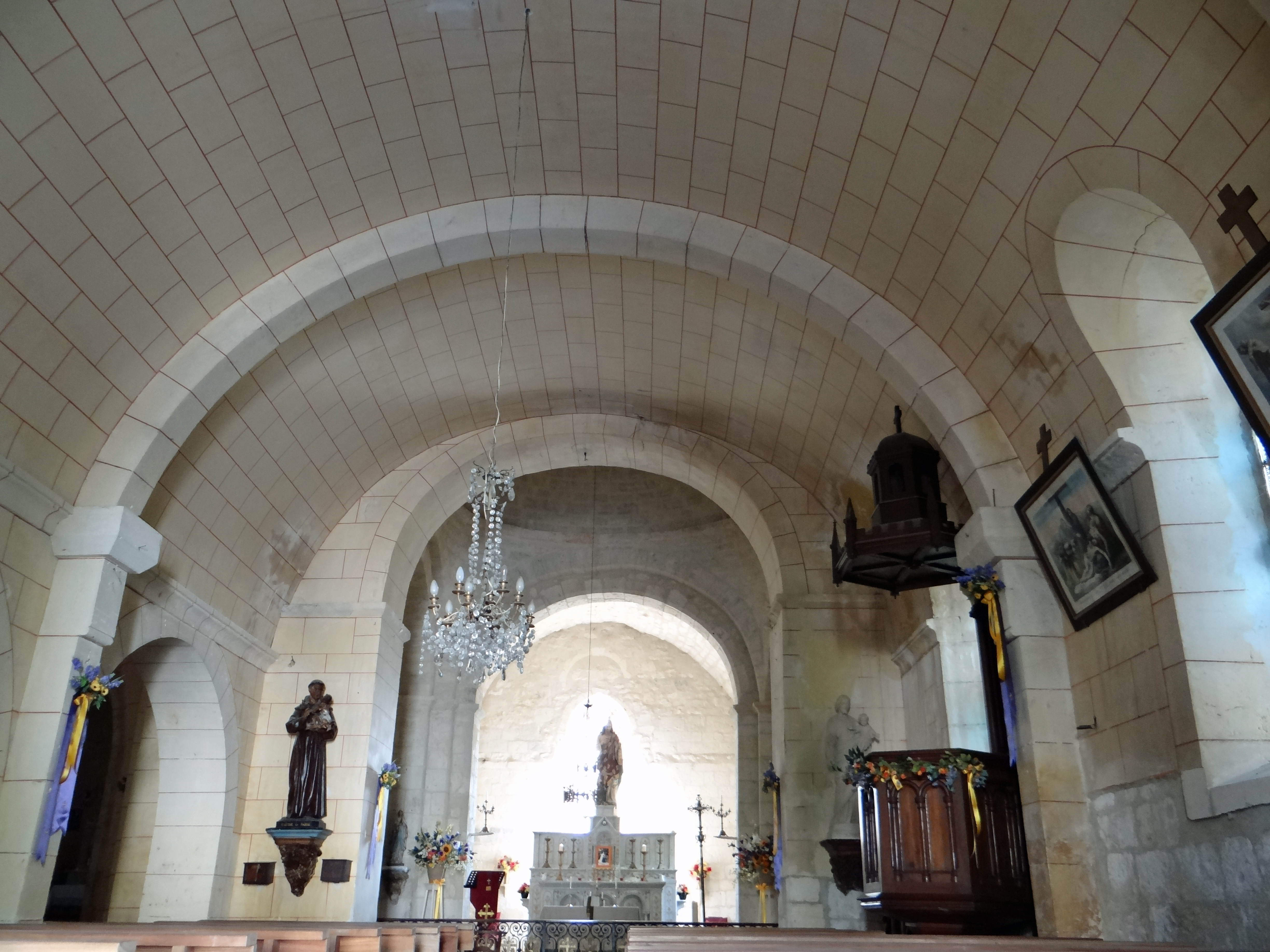
La nef
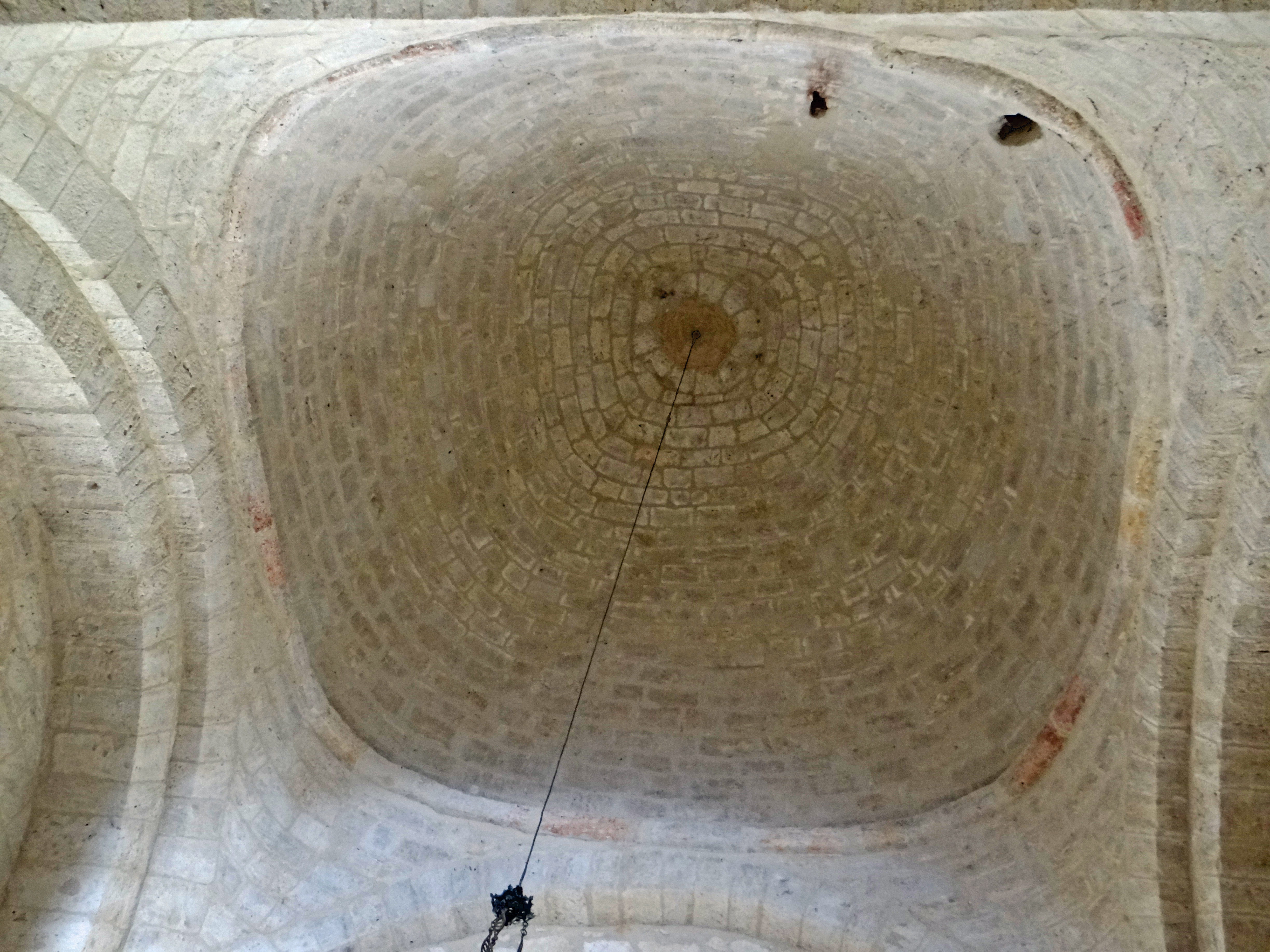
La coupole sur pendentifs de la dernière travée de la nef
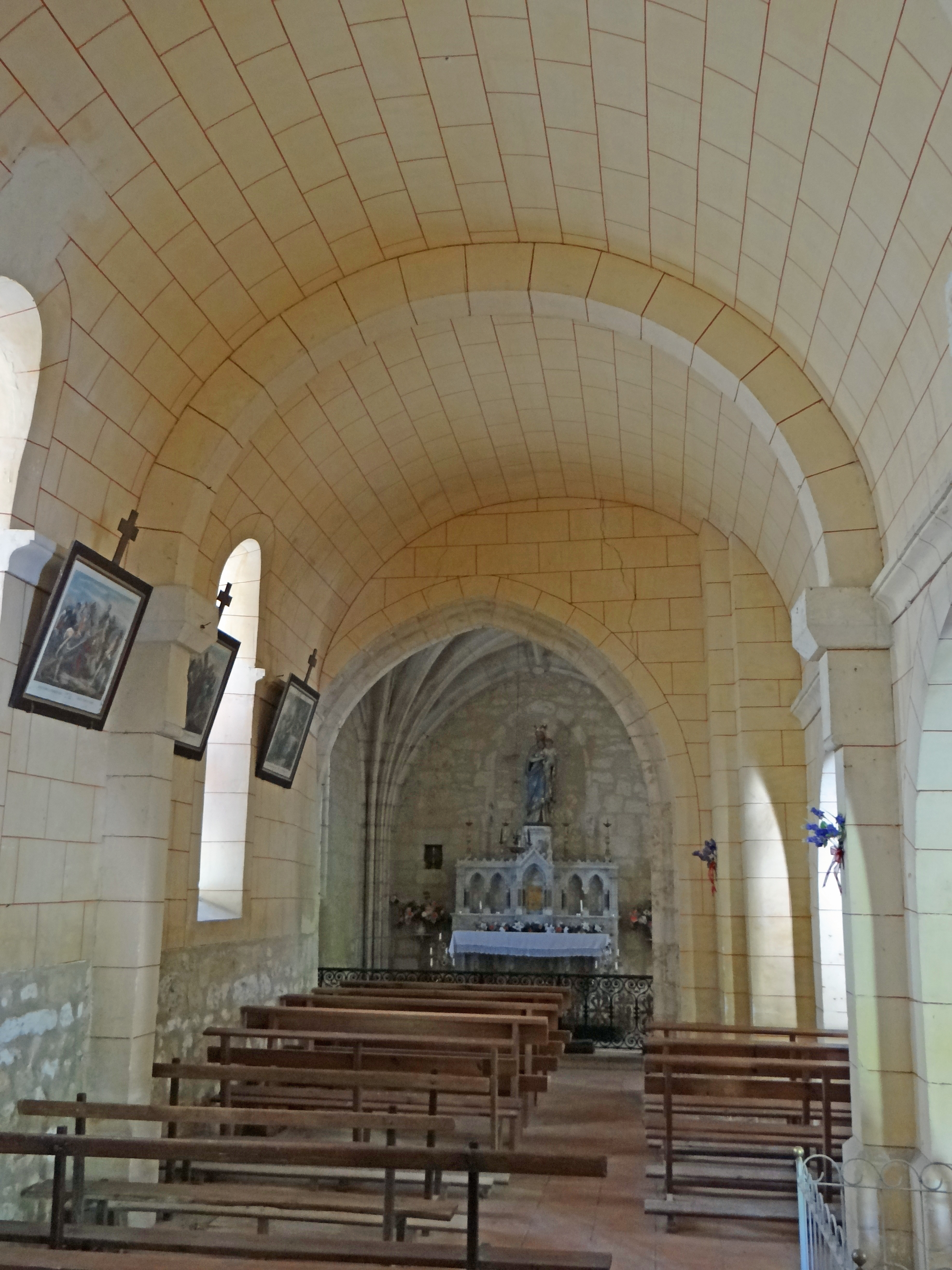
Le bas-côté nord
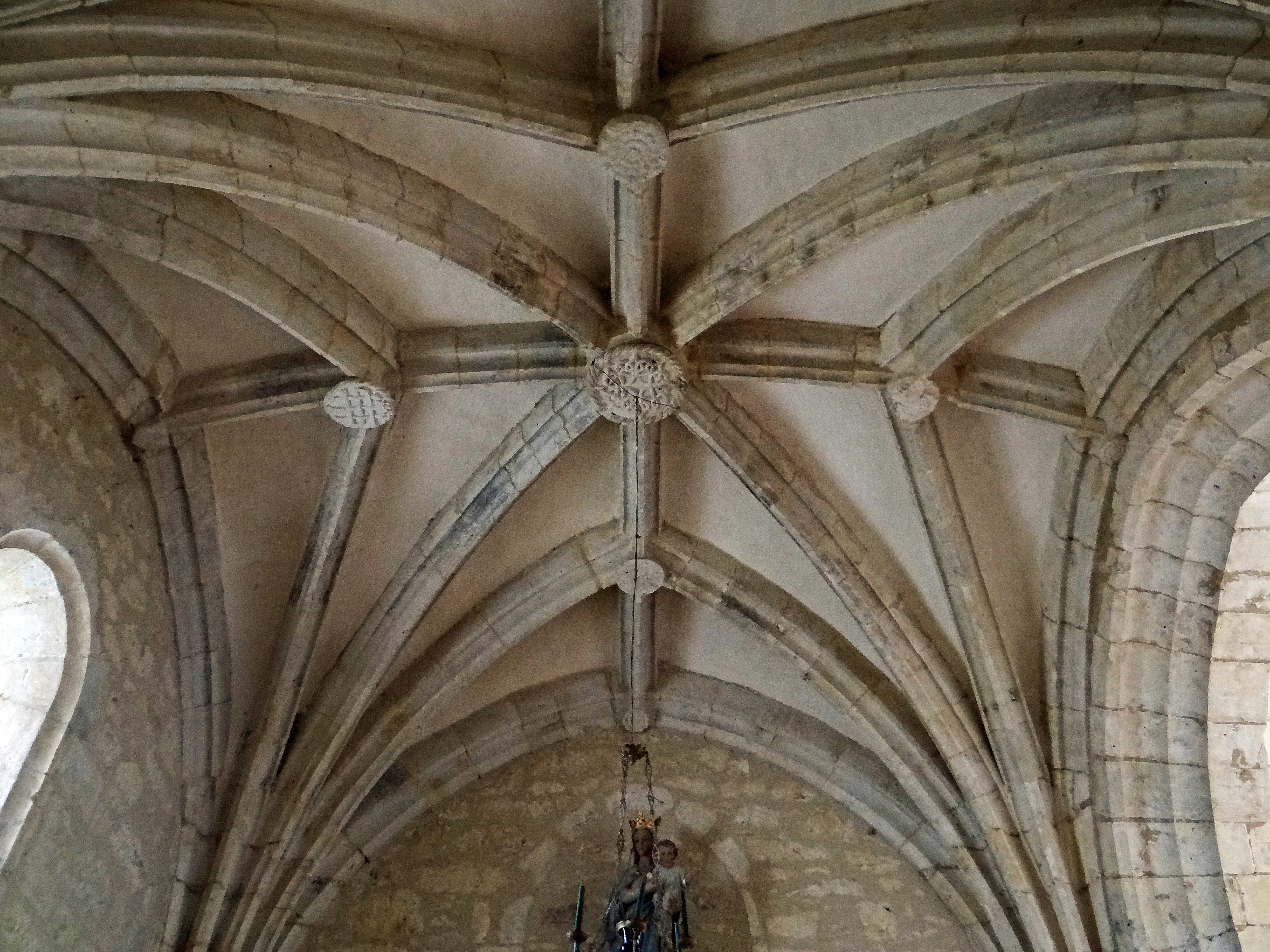
La voûte en étoile de la dernière travée du bas-côté nord
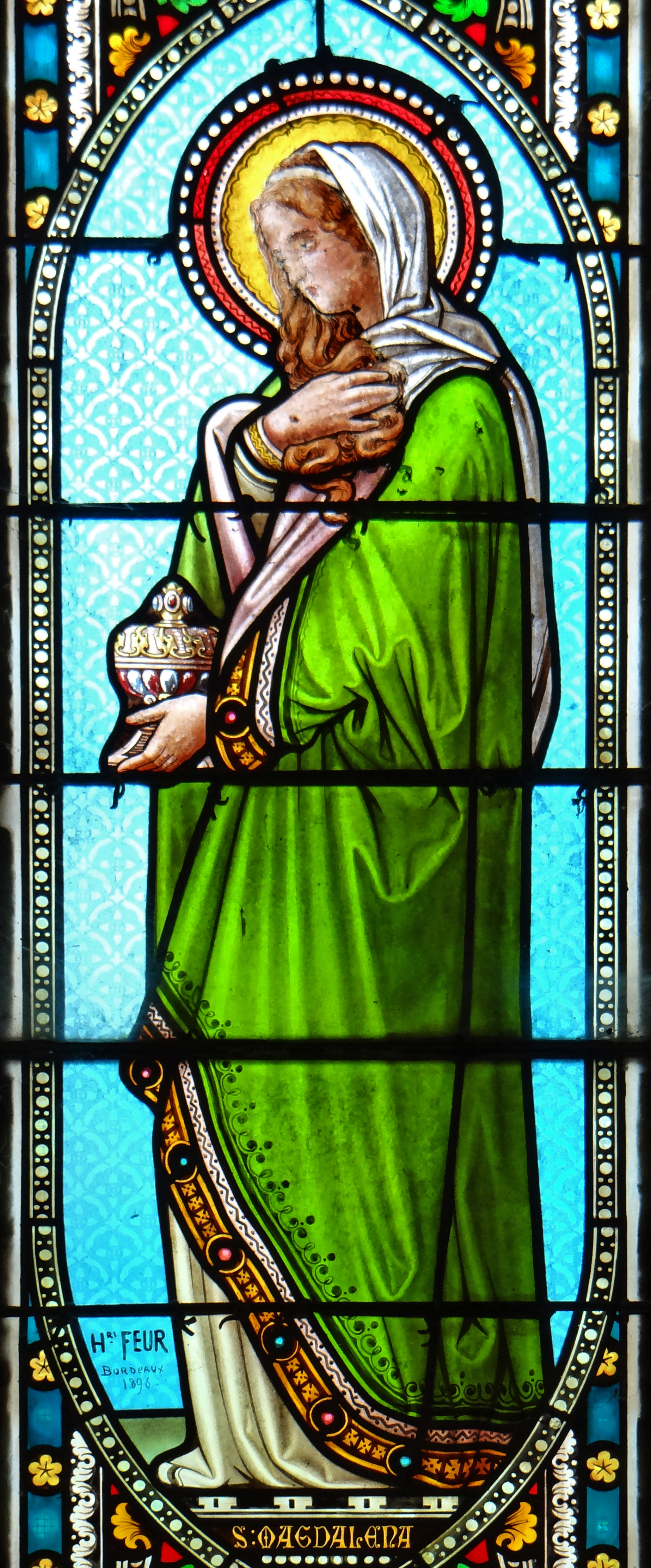
Vitrail de sainte Marie-Madeleine